# 샌디스크
샌디스크 코퍼레이션(영어: SanDisk Corporation)는 플래시 메모리 카드 제품을 설계하고 시장에 판매하는 미국의 다국적기업이다. 비휘발성 메모리 기술 전문가인 Eli Harai와 Sanjay Mehrotra가 1988년에 세웠으며, 창립 초기에는 "선디스크(SunDisk)"였으나, 1995년부터 현재의 사명으로 변경했다. 샌디스크는 1995년 11월에 나스닥에 상장되었다. 2008년 1월에 시장 규모는 650억 달러(미국 기준)였다. 샌디스크는 USB 이동식 드라이브와 메모리 카드를 포함하여 여러 종류의 플래시 메모리를 생산한다. 샌디스크는 하이엔드 시장과 로우엔드 시장 두 곳에 참여함으로써 고품질의 플래시 메모리의 수요에 대응하고 있다. 2016년 5월 12일, 웨스턴 디지털에 인수되었다.

## 샌디스크 제품
- 플래시CP
- 콤팩트플래시 카드
- 멀티미디어카드
- 메모리 스틱 듀오

샌디스크 로고 (1995–2007)

샌디스크 로고 (2007–2024)

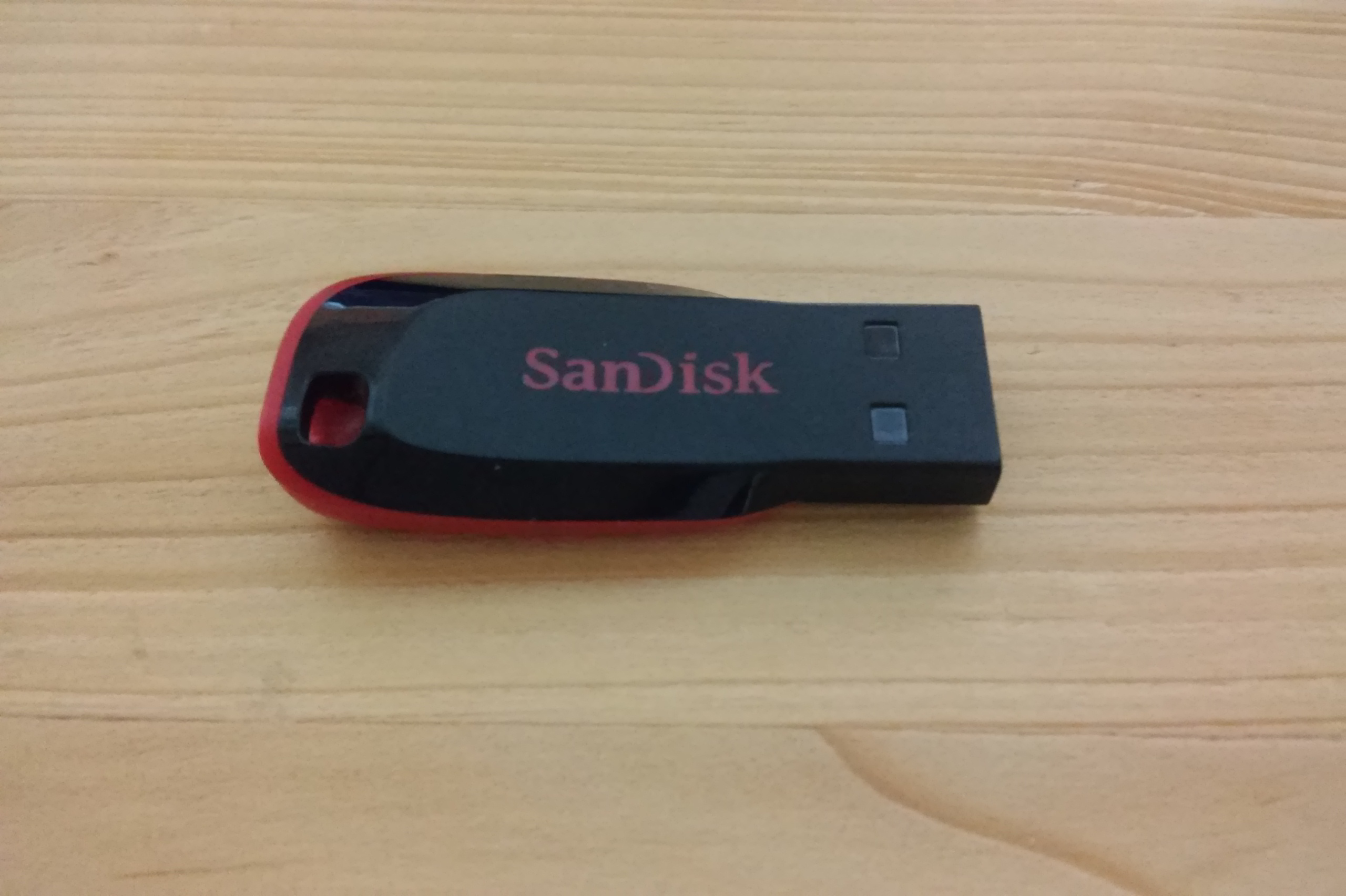
샌디스크 USB

- SD 카드, 미니SD 카드, 마이크로SD 카드
- USB 플래시 드라이브
- 메모리 스틱 프로 듀오
- USB 메모리 카드 리더
- 게임기를 위한 USB 스마트 드라이브
- 솔리드 스테이트 드라이브 (SSD)
- 그루비 (2006년에 중단)
- 샌디스크 산사 MP3 플레이어
  - 산사 셰이커
  - 산사 클립
  - 산사 익스프레스
  - c200 - 1GB, 2GB
  - e200 - 2GB, 4GB, 6GB, 8GB
  - 산사 뷰
  - 산사 테이크TV

## 역사
샌디스크는 1988년 엘리 하라이(Eli Harari), Sanjay Mehrotra, 잭 위안(Jack Yuan)에 의해 설립되었다.

## 같이 보기
- 플래시 메모리
- USB 드라이브

## 경쟁사
- 삼성전자
- 소니
- 트랜센드
- 애플
- 킹스톤 테크놀로지
- 마이크론 테크놀로지
- PNY 테크놀로지